# Tim Howard
Tim Matthew Howard (ur. 6 marca 1979 w North Brunswick, New Jersey) – amerykański piłkarz, który grał na pozycji bramkarza, 121-krotny reprezentant Stanów Zjednoczonych.
Wychowanek Central Jersey Cosmos, w seniorskiej karierze grał dla North Jersey Imperials, MetroStars, Manchesteru United, Evertonu, Colorado Rapids oraz Memphis 901, w którym obecnie pełni rolę dyrektora sportowego.

## Kariera
Swoją karierę rozpoczynał w roku 1997 w klubie North Jersey Imperials z ligi USISL. Rok później podpisał profesjonalny kontrakt z MetroStars. Zadebiutował w wygranym 4:1 meczu z Colorado Rapids. W swoim pierwszym pełnym sezonie (2001) został wybrany do „Jedenastki Sezonu MLS”. Otrzymał również tytuł „Najlepszego Bramkarza Roku MLS”.
W 2002 roku zadebiutował w reprezentacji Stanów Zjednoczonych. Miało to miejsce w spotkaniu z Ekwadorem, w którym Howard zachował „czyste konto”.
Sporo czasu spędził na treningach holenderskiego Feyenoordu. W styczniu 2003 zainteresował się nim Manchester United. Pomimo problemów transfer został zrealizowany na czas i Howard mógł dołączyć do kolegów na tournée po Stanach Zjednoczonych. Szybko stał się podstawowym zawodnikiem Manchesteru, a jego główny konkurent Fabien Barthez odszedł w 2004 roku do Olympique Marsylia. Howard został pierwszym amerykańskim graczem, który zdobył Puchar Anglii i został wybrany do „Jedenastki Roku” PFA.

### Everton F.C.
W 2006 roku został wypożyczony do Evertonu, a w 2007 przeszedł do tego klubu na zasadzie definitywnego transferu. 4 stycznia 2012 w ligowym meczu z Boltonem Howard wykopał piłkę z własnego pola karnego na odległość ponad 90 metrów i dzięki silnemu wiatrowi, który zmienił parabolę lotu futbolówki, trafił do bramki rywali. Tym samym został czwartym bramkarzem w historii rozgrywek Premier League, który zdobył bramkę.
W sezonie 2013/14 został podstawowym bramkarzem The Toffees.

### Dalsza kariera
Pod koniec 2019 roku zakończył piłkarską karierę.

## Kariera reprezentacyjna
Howard pierwszy raz został powołany do reprezentacji USA w 1999 roku. Były to MŚ młodzieżowe w Nigerii. W dniu 10 marca 2002 roku zadebiutował przeciwko Ekwadorowi. 2 maja Howard został powołany na Mistrzostwa Świata 2006 w Niemczech. Rok później został pierwszym bramkarzem i razem z reprezentacją zdobył złoty medal CONCACAF. W finale USA pokonało Meksyk 2-1, a Howard został najlepszym bramkarzem turnieju. Bramkarz wziął udział w Pucharze Konfederacji 2009, gdzie w półfinale udało się wyeliminować Hiszpanię, a później w finale przegrać z Brazylią. Howard był także powołany na MŚ 2010 w RPA.
Howard 1 lipca 2014 roku w spotkaniu Mistrzostw Świata przeciwko Belgii obronił 15 strzałów, co według FIFA jest rekordem mistrzostw.

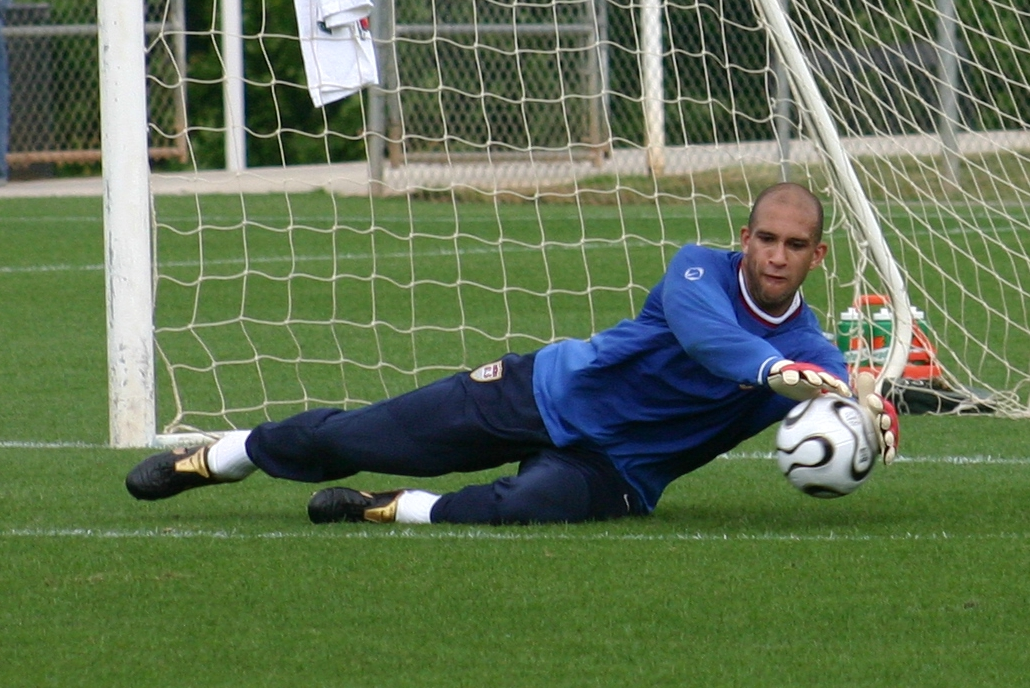
Tim Howard podczas treningu.

## Statystyki kariery

### Klubowe
| Klub                   | Sezon              | Liga               | Liga  | Liga   | Puchar kraju | Puchar kraju | Puchar ligi | Puchar ligi | Kontynentalne | Kontynentalne | Inne  | Inne   | Suma  | Suma   |
| Klub                   | Sezon              | Poziom             | Mecze | Bramki | Mecze        | Bramki       | Mecze       | Bramki      | Mecze         | Bramki        | Mecze | Bramki | Mecze | Bramki |
| ---------------------- | ------------------ | ------------------ | ----- | ------ | ------------ | ------------ | ----------- | ----------- | ------------- | ------------- | ----- | ------ | ----- | ------ |
| North Jersey Imperials | 1997               | USISL D-3          | 6     | 0      | –            | –            | –           | –           | –             | –             | 0     | 0      | 6     | 0      |
| MetroStars             | 1998               | MLS                | 1     | 0      | 0            | 0            | –           | –           | –             | –             | 0     | 0      | 1     | 0      |
| MetroStars             | 1999               | MLS                | 9     | 0      | 0            | 0            | –           | –           | –             | –             | –     | –      | 9     | 0      |
| MetroStars             | 2000               | MLS                | 9     | 0      | 3            | 0            | –           | –           | –             | –             | 0     | 0      | 12    | 0      |
| MetroStars             | 2001               | MLS                | 26    | 0      | 1            | 0            | –           | –           | –             | –             | 3     | 0      | 30    | 0      |
| MetroStars             | 2002               | MLS                | 27    | 0      | 1            | 0            | –           | –           | –             | –             | 0     | 0      | 28    | 0      |
| MetroStars             | 2003               | MLS                | 13    | 0      | 0            | 0            | –           | –           | –             | –             | 0     | 0      | 13    | 0      |
| MetroStars             | Łącznie            | Łącznie            | 85    | 0      | 5            | 0            | 0           | 0           | 0             | 0             | 3     | 0      | 93    | 0      |
| Manchester United      | 2003/2004          | Premier League     | 32    | 0      | 4            | 0            | 0           | 0           | 7             | 0             | 1     | 0      | 44    | 0      |
| Manchester United      | 2004/2005          | Premier League     | 12    | 0      | 4            | 0            | 5           | 0           | 5             | 0             | 1     | 0      | 27    | 0      |
| Manchester United      | 2005/2006          | Premier League     | 1     | 0      | 2            | 0            | 3           | 0           | 0             | 0             | –     | –      | 6     | 0      |
| Manchester United      | 2006/2007          | Premier League     | 0     | 0      | 0            | 0            | 0           | 0           | 0             | 0             | –     | –      | 0     | 0      |
| Manchester United      | Łącznie            | Łącznie            | 45    | 0      | 10           | 0            | 8           | 0           | 12            | 0             | 2     | 0      | 77    | 0      |
| Everton (wyp.)         | 2006/2007          | Premier League     | 25    | 0      | 1            | 0            | 1           | 0           | –             | –             | –     | –      | 27    | 0      |
| Everton                | 2006/2007          | Premier League     | 11    | 0      | 0            | 0            | 0           | 0           | –             | –             | –     | –      | 11    | 0      |
| Everton                | 2007/2008          | Premier League     | 36    | 0      | 0            | 0            | 3           | 0           | 8             | 0             | –     | –      | 47    | 0      |
| Everton                | 2008/2009          | Premier League     | 38    | 0      | 7            | 0            | 1           | 0           | 2             | 0             | –     | –      | 48    | 0      |
| Everton                | 2009/2010          | Premier League     | 38    | 0      | 2            | 0            | 2           | 0           | 9             | 0             | –     | –      | 51    | 0      |
| Everton                | 2010/2011          | Premier League     | 38    | 0      | 4            | 0            | 0           | 0           | –             | –             | –     | –      | 42    | 0      |
| Everton                | 2011/2012          | Premier League     | 38    | 1      | 6            | 0            | 0           | 0           | –             | –             | –     | –      | 44    | 1      |
| Everton                | 2012/2013          | Premier League     | 36    | 0      | 4            | 0            | 0           | 0           | –             | –             | –     | –      | 40    | 0      |
| Everton                | 2013/2014          | Premier League     | 37    | 0      | 0            | 0            | 0           | 0           | –             | –             | –     | –      | 37    | 0      |
| Everton                | 2014/2015          | Premier League     | 32    | 0      | 0            | 0            | 1           | 0           | 9             | 0             | –     | –      | 42    | 0      |
| Everton                | 2015/2016          | Premier League     | 25    | 0      | 0            | 0            | 0           | 0           | –             | –             | –     | –      | 25    | 0      |
| Everton                | Łącznie            | Łącznie            | 354   | 1      | 24           | 0            | 8           | 0           | 28            | 0             | 0     | 0      | 414   | 1      |
| Colorado Rapids        | 2016               | MLS                | 17    | 0      | 0            | 0            | –           | –           | –             | –             | 2     | 0      | 19    | 0      |
| Colorado Rapids        | 2017               | MLS                | 25    | 0      | 0            | 0            | –           | –           | –             | –             | –     | –      | 25    | 0      |
| Colorado Rapids        | 2018               | MLS                | 33    | 0      | 0            | 0            | –           | –           | 1             | 0             | –     | –      | 34    | 0      |
| Colorado Rapids        | 2019               | MLS                | 25    | 0      | 0            | 0            | –           | –           | –             | –             | 0     | 0      | 25    | 0      |
| Colorado Rapids        | Łącznie            | Łącznie            | 100   | 0      | 0            | 0            | 0           | 0           | 1             | 0             | 2     | 0      | 103   | 0      |
| Memphis 901            | 2020               | USL Championship   | 6     | 0      | 0            | 0            | –           | –           | –             | –             | –     | –      | 6     | 0      |
| Łącznie w karierze     | Łącznie w karierze | Łącznie w karierze | 596   | 1      | 39           | 0            | 16          | 0           | 41            | 0             | 8     | 0      | 698   | 1      |

### Reprezentacyjne

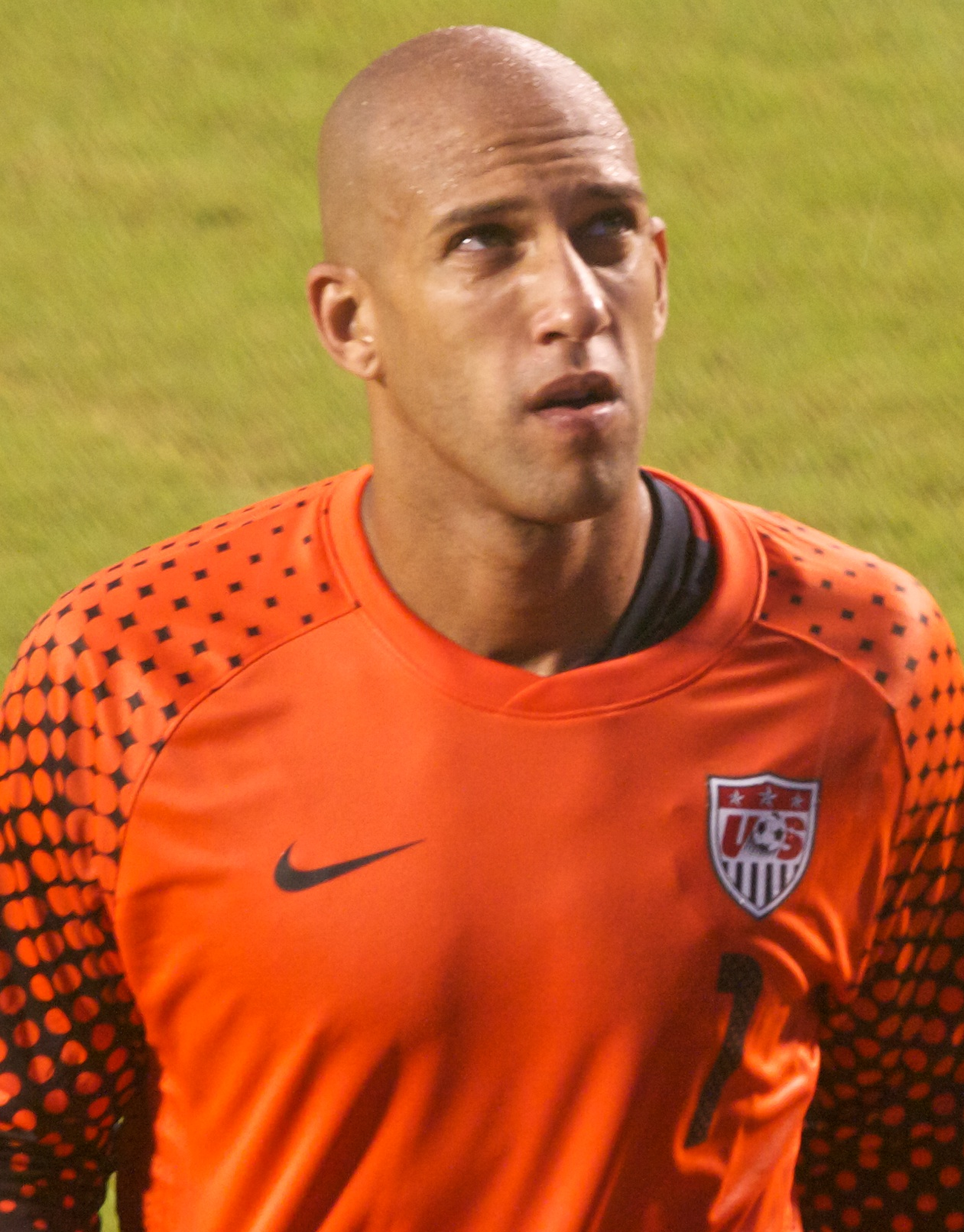
Howard w meczu przeciwko Hondurasowi, 8 października 2011

| Reprezentacja     | Rok     | Mecze | Bramki |
| ----------------- | ------- | ----- | ------ |
| Stany Zjednoczone | 2002    | 2     | 0      |
| Stany Zjednoczone | 2003    | 7     | 0      |
| Stany Zjednoczone | 2004    | 3     | 0      |
| Stany Zjednoczone | 2005    | 2     | 0      |
| Stany Zjednoczone | 2006    | 2     | 0      |
| Stany Zjednoczone | 2007    | 10    | 0      |
| Stany Zjednoczone | 2008    | 9     | 0      |
| Stany Zjednoczone | 2009    | 13    | 0      |
| Stany Zjednoczone | 2010    | 9     | 0      |
| Stany Zjednoczone | 2011    | 15    | 0      |
| Stany Zjednoczone | 2012    | 12    | 0      |
| Stany Zjednoczone | 2013    | 12    | 0      |
| Stany Zjednoczone | 2014    | 8     | 0      |
| Stany Zjednoczone | 2015    | 2     | 0      |
| Stany Zjednoczone | 2016    | 5     | 0      |
| Stany Zjednoczone | 2017    | 10    | 0      |
| Ogólnie           | Ogólnie | 121   | 0      |

## Życie prywatne
Cierpi na łagodną formę zespołu Tourette’a. W listopadzie 2001 roku dołączył do rady nadzorczej Tourette Syndrome Association of New Jersey (TSANJ). Instytucja NY Life nagrodziła go za to mianem „Człowieka Roku”. Żonaty jest z Laurą. Ma z nią dwójkę dzieci, Jacoba i Alivię. Publicznie przyznał się do tego, że wiara w Jezusa Chrystusa jest dla niego w życiu najważniejsza.

## Wyróżnienia

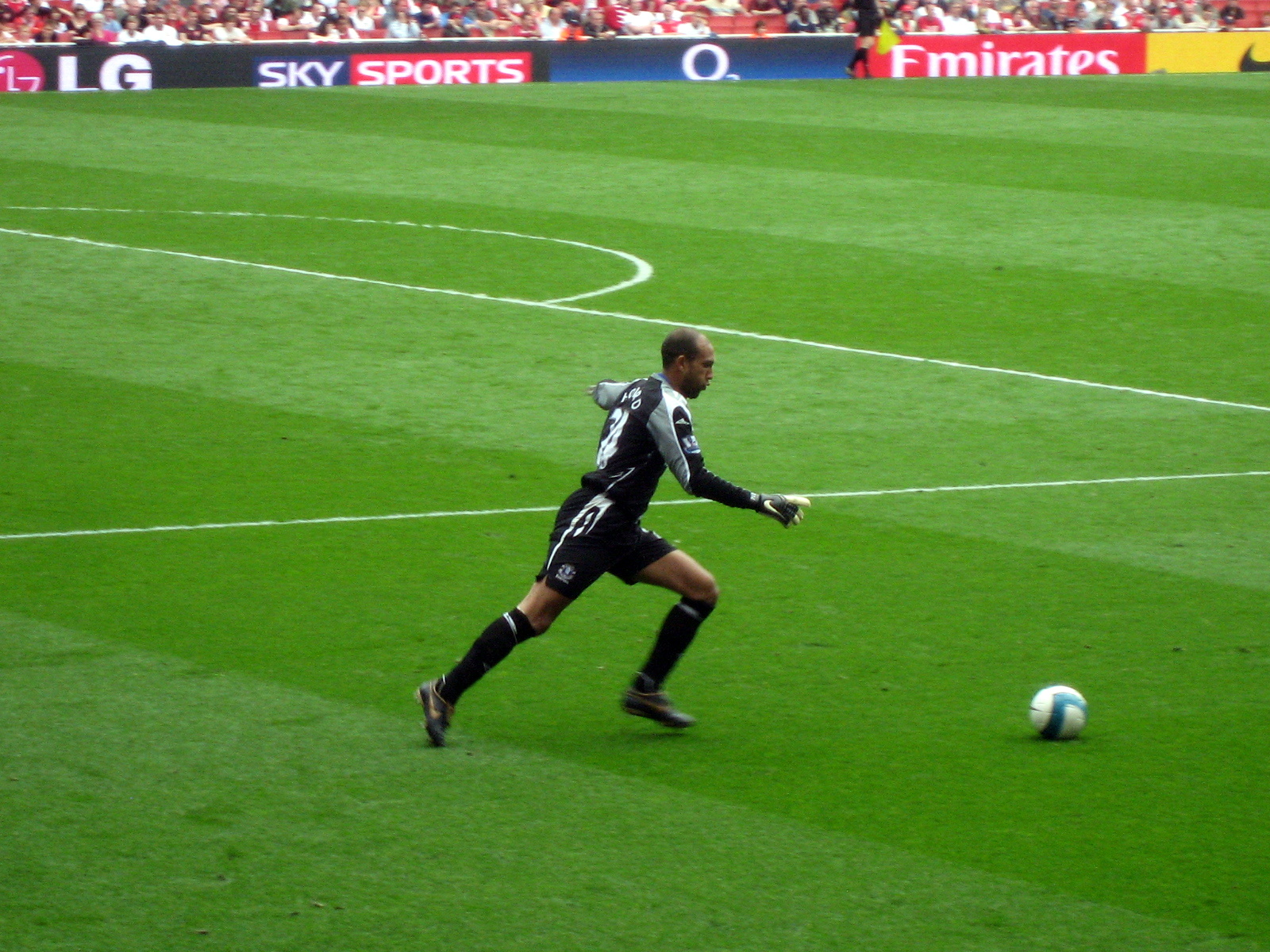
Tim Howard w Evertonie.

- IFFHS Najlepszy Bramkarz Świata 2003, 2009, 2010
- PFA Drużyna Roku Premier League 2003-04
- Sportowiec Roku 2008 w piłce nożnej w Stanach Zjednoczonych
- MLS Wszystkie Gwiazdy Gracz MVP: 2009
- MLS Bramkarz Roku 2001
- MLS Best XI 2001,2002
- Puchar Konfederacji w piłce nożnej Złote rękawice 2009